# Marquesado de Estepa

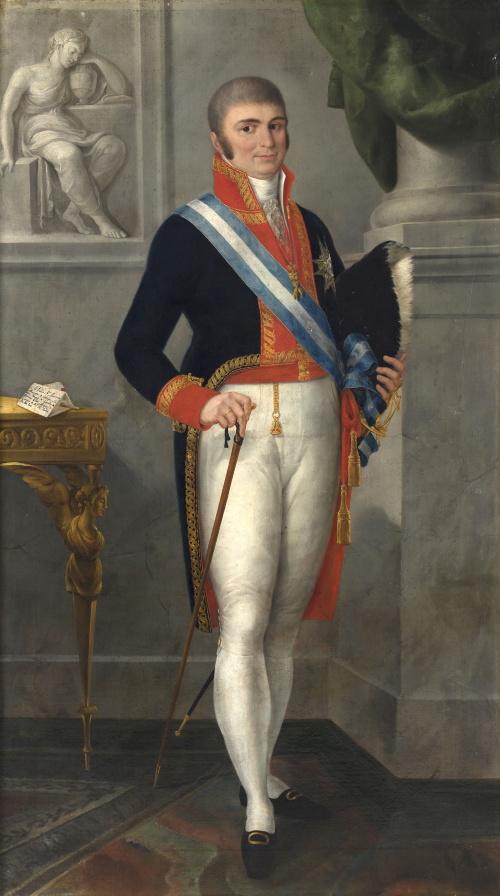
Retrato de Vicente María de Palafox, IX marqués de Estepa (1796), pintado por Agustín Esteve.

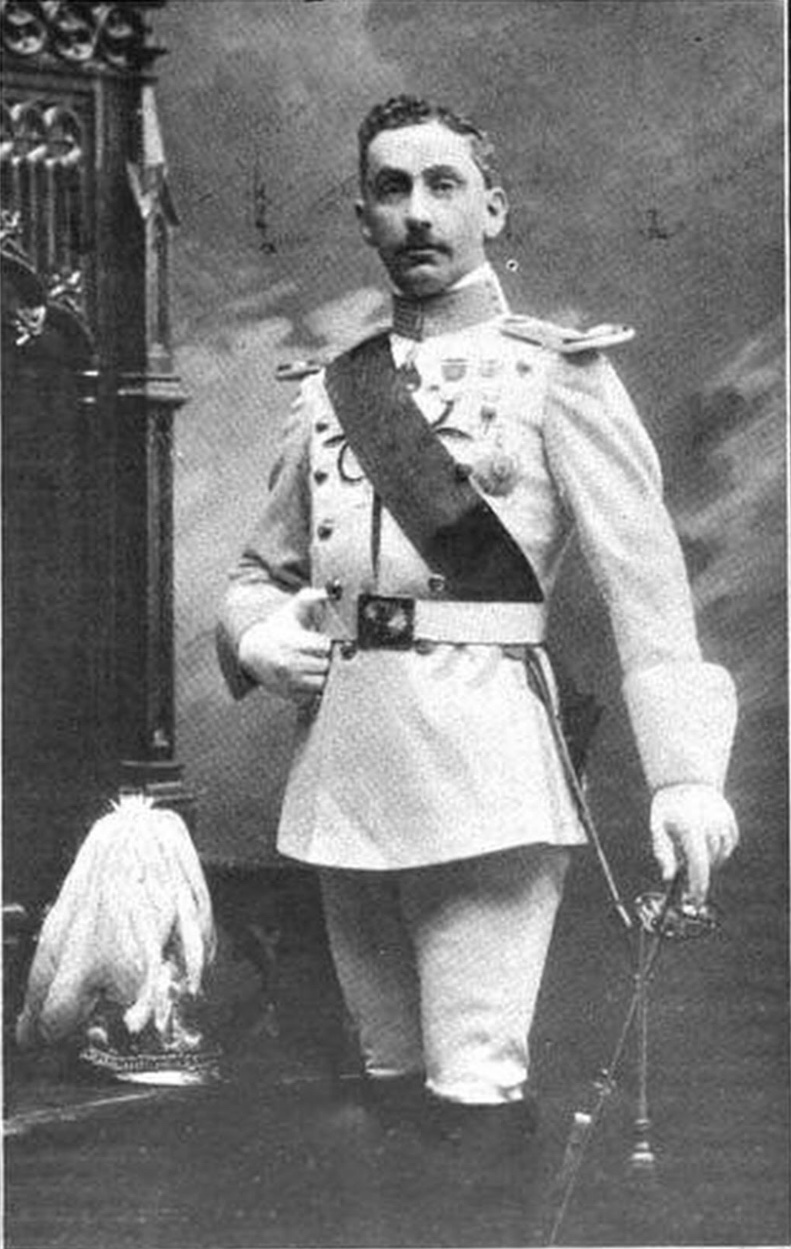
Joaquín de Arteaga y Echagüe, XII marqués de Estepa, fotografiado por Kaulak en 1909.

El marquesado de Estepa es un título nobiliario español creado por el rey Carlos I en favor de Marcos Centurión y Grimaldi, marqués de Laula, Vivola y Monte de Vay, el 28 de mayo de 1543 por real decreto y el 20 de abril de 1564 por real despacho. En 1729 le fue otorgada la dignidad de grande de España al VI marqués, Manuel Centurión y Arias Dávila. 
Su nombre se refiere al municipio andaluz de Estepa, en la provincia de Sevilla y su jurisdicción abarcaba las localidades de Estepa, Alameda, Aguadulce, Badolatosa, Casariche, Gilena, Herrera, La Roda, Lora de Estepa, Marinaleda–Matarredonda, Miragenil, (que en la actualidad forma parte de Puente Genil) Pedrera y Sierra de Yeguas.

## Marqueses de Estepa
| Nº   | Titular                                                                             | Periodo   | Otros títulos |
| ---- | ----------------------------------------------------------------------------------- | --------- | --- |
| I    | Marcos Centurión y Grimaldi                                                         | 1543-1565 | |
| II   | Juan Bautista Centurión y Negroni                                                   | 1565-1625 | |
| III  | Adán Centurión y Fernández de Córdoba                                               | 1625-1658 | |
| IV   | Francisco Cecilo Centurión y Centurión                                              | 1658-1685 | |
| V    | Luis Centurión y Centurión                                                          | 1685-1728 | |
| VI   | Manuel Centurión y Arias                                                            | 1728-1734 | |
| VII  | Juan Bautista Centurión y Fernández de Velasco                                      | 1734-1785 | |
| VIII | María Luisa Centurión y Fernández de Velasco                                        | 1785-1799 | |
| IX   | Vicente María Palafox Rebolledo Mexia Silva                                         | 1799-1820 | XI marqués de Guadalest, XI de La Guardia, IX de Armunia y VIII de Ariza. |
| X    | María Elena de Palafox y Silva                                                      | 1820-1868 | XII Marquesa de Guadalest, XII La Guardia, X de Armunia y IX de Ariza. VII Condesa de Santa Eufemia. |
| XI   | Andrés Avelino de Arteaga Lazcano y Silva Carvajal y Téllez Girón (1833-1910¿/5/6?) | 1868-1915 | Señor de la Casa de Lazcano, XVI Duque del Infantado, XVI marqués de Argüeso, XIV de Cea, XIV de La Guardia, XIII de Estepa, XII de Armunia, XI de Ariza, VI de Valmediano, de Santillana. XIX conde de Saldaña, XVI del Real de Manzanares, IX de Santa Eufemia, Conde de Corres y X de la Monclova. Almirante de Aragón, sucediendo a su abuelo paterno por Real Carta de 12 de julio de 1864. |
| XII  | Joaquín de Arteaga y Echagüe Silva y Méndez de Vigo                                 | 1915-1947 | XII marqués de Estepa, XVII Duque del Infantado. XX Conde de Saldaña. |
| XIII | Íñigo de Arteaga y Falguera                                                         | 1947-1967 | XVIII Duque del Infantado. XII Conde de la Monclova. |
| XIV  | Francisco de Borja de Arteaga y Martín                                              | 1967-     | |